# Cabrières (Hérault)
Cabrières é uma comuna francesa na região administrativa de Occitânia, no departamento de Hérault. Estende-se por uma área de 29,02 km². Em 2010 a comuna tinha 516 habitantes (densidade: 17,8 hab./km²).